# Radio Swiss Pop
Radio Swiss Pop (dříve Swiss Light) je švýcarská rozhlasová stanice veřejnoprávní mediální společnosti SRG SSR. Stanice vysílá 24 hodin denně populární hudbu bez přerušení vstupy moderátora, mluveným slovem nebo reklamou. Radio Swiss Pop je šířeno prostřednictvím rozvodů kabelové televize, satelitu, prostřednictvím Digital Audio Broadcasting a Internetu, často slouží jako hudební kulisa v barech a restauracích. Staniční znělka rádia je střídavě vysílána v němčině, francouzštině, italštině a angličtině.
Sesterskými stanicemi Radio Swiss Pop jsou stanice Radio Swiss Classic a Radio Swiss Jazz.